# Оходничанка
Оходничанка (словац. Ochodničanka) — річка в Словаччині, права притока Кисуці, протікає в окрузі Кисуцьке Нове Место.
Довжина приблизно 7-7.1 км. Витік знаходиться в масиві Яворники (частина Високі Яворники) — на висоті близько 740 метрів. Протікає територією села Оходниця.
Впадає в Кисуцю на висоті приблизно 360-365 метрів.